# Ubá
Ubá és una ciutat de l'estat brasiler de Minas Gerais de més de 95.000 habitants.

## Personalitats
- Nelson Ned, cantant
- Ary Barroso, actor, cantant i compositor